# La rosa del profeta
La rosa del profeta es una trilogía de novelas de fantasía escrita por Tracy Hickman y Margaret Weis.
La historia se sitúa en Sularin, un mundo ficticio administrado por veinte dioses, cada uno una faceta del dios principal, Sul, una joya que es la base del mundo en sí misma.
Cada deidad, regida por tres vértices de la gema de Sul, administra y nombra sus inmortales (espíritus que cumplen su voluntad en el mundo mortal) como gusta, teniendo algunos el aspecto de djinns, ángeles, dioses (al modo greco-romano) o diablos y demonios.
Los protagonistas son en su mayoría seguidores de El Dios Errante, Akhran (Dios de la Caridad, el Caos y la Impaciencia), y la historia narra sus vicisitudes en sus intentos por sobrevivir cuando otro dios, Quar (Dios de la Realidad, la Avaricia y la Misericordia) intenta asumir el rol de deidad única eliminando o esclavizando al resto. Otro de los protagonistas, el mago Mateo, sirve al dios Promenthas (Dios de la Bondad, la Misericordia y la Fe).
La trilogía se compone de tres libros: La voluntad del dios errante, El paladín de la noche y El Profeta de Akhran.
Los personajes principales son:
- Khardan: Califa de la tribu Akar.
- Zohra: Princesa de la tribu Hrana.
- Mateo, mago seguidor del dios Promenthas.

- Datos: Q3780520